# Pieśń lodu i ognia
Pieśń lodu i ognia (ang. A Song of Ice and Fire) – seria powieści fantasy autorstwa amerykańskiego pisarza George’a R.R. Martina, zaplanowana na siedem tomów, z których jak na razie wydanych zostało pięć: Gra o tron, Starcie królów, Nawałnica mieczy, Uczta dla wron oraz Taniec ze smokami. Trwają prace nad kolejnymi tomami sagi: The Winds of Winter i A Dream of Spring.
Martin zaczął pisać pierwszy tom w 1991 roku, książka wydana została w 1996. Rok później otrzymała nagrodę Locusa w kategorii najlepsza powieść fantasy. Martin został jeszcze trzykrotnie laureatem tej nagrody: w 1999 roku za Starcie królów, w 2001 za Nawałnicę mieczy oraz za Taniec ze smokami w 2012. Pierwsze pięć tomów rozeszło się w nakładzie ponad 24 milionów egzemplarzy i zostało przetłumaczonych na ponad 20 języków (stan z 2013).

## Fabuła
Miejscem akcji Pieśni lodu i ognia jest fikcyjny świat, w którym okresy cieplne analogiczne do pory roku mogą trwać kilka lat. Około trzysta lat przed wydarzeniami z Gry o tron Siedem Królestw leżących na kontynencie Westeros zostało podbitych i zjednoczonych przez ród Targaryenów, który ujarzmił smoki. Panowanie Targaryenów trwało trzy stulecia, mimo że ich smoki wyginęły już 100 lat po zjednoczeniu. Kilkanaście lat przed pierwszą częścią sagi ostatni król z rodu Targaryenów, Aerys II, został zabity w wyniku rebelii sił wielkich lordów, dowodzonych przez młodego Roberta Baratheona. Po obaleniu Targaryenów Robert zostaje nowym królem. Ostatni potomkowie rodu Targaryenów – książę Viserys i jego młodsza siostra Daenerys – przebywają na wygnaniu na kontynencie Essos. Pierwsza część sagi – Gra o Tron rozpoczyna się 15 lat po rebelii Roberta wraz z powoli kończącym się siedmioletnim latem.
Główny wątek koncentruje się na wydarzeniach związanych z walką o władzę między wielkimi rodami Westeros po śmierci króla Roberta w Grze o tron. Następca Roberta, 13-letni Joffrey, za sprawą działań swojej matki, królowej Cersei Lannister, natychmiast zostaje ogłoszony królem. Po tym jak Lord Eddard Stark, najbliższy przyjaciel i zarazem główny doradca Roberta, odkrywa, że Joffrey i jego rodzeństwo przyszli na świat w wyniku kazirodczej relacji między Cersei, a jej bratem bliźniakiem Ser Jaime Lannisterem, próbuje obalić on Joffreya, lecz zostaje zdradzony i stracony za zdradę. W odpowiedzi na to bracia Roberta, Stannis i Renly, wnoszą osobne roszczenia do tronu. W wyniku powstałej niestabilnej sytuacji w państwie, dwa z siedmiu królestw Westeros próbują uniezależnić się od Żelaznego Tronu: najstarszy syn Eddarda, Robb, zostaje ogłoszony Królem Północy, podczas gdy lord Balon Greyjoy pragnie odzyskać suwerenność swojego regionu, Żelaznych Wysp. Tak zwana "Wojna Pięciu Królów" osiąga swój pełny wymiar do połowy drugiej książki, Starcie królów.
Druga część opowieści rozgrywa się na dalekiej północy Westeros, gdzie liczący 8000 lat lodowy mur, zwany po prostu "Murem", broni Siedmiu Królestw przed nadnaturalnymi istotami znanymi jako Inni. Strażnicy Muru, Zaprzysiężone Bractwo Nocnej Straży, chronią również królestwo przed najazdami "dzikich" znanych również jako "wolni ludzie", którzy złożeni są z kilku plemion żyjących na północ od Muru. Historia Nocnej Straży opowiedziana jest głównie z punktu widzenia Jona Snowa, bękarta lorda Eddarda Starka. Jon podąża śladami swojego wuja Benjena Starka i dołącza do Straży w młodym wieku, szybko awansując w jej szeregach. Ostatecznie zostaje Lordem Dowódcą Nocnej Straży. W trzecim tomie, Nawałnica mieczy, linia fabularna Nocnej Straży coraz bardziej zaczyna się wplątywać w Wojnę Pięciu Królów.
Trzeci główny wątek skupia się na losach Daenerys Targaryen, córki Aerysa II, ostatniego króla Targaryenów. Na kontynencie Essos leżącym na wschód od Westeros, pod drugiej stronie Wąskiego Morza, Daenerys, przy pomocy swojego starszego brata Viserysa Targaryena, zostaje wydana za mąż za potężnego lokalnego wodza, powoli stając się niezależną i inteligentną władczynią. Na jej stopniowe rośnięcie w siłę mają wpływ historyczne narodziny trzech smoków, wyklutych z jaj podarowanych jej w prezencie ślubnym. Trzy smoki szybko stają się nie tylko symbolem jej linii krwi i wynikających z tego mocnych pretensji do tronu, ale także stają się niszczycielską bronią, która pomaga jej w podboju Zatoki Niewolniczej. Historia śledzi jej roczny konflikt z miastami tegoż regionu, w którym to dąży do umocnienia władzy, przerwania handlu niewolnikami i zebrania poparcia potrzebnego, aby spełnić swoje ambicje odzyskania władzy w Westeros.
Każda z książek podzielona jest na rozdziały, w których sposób narracji ograniczony jest do punktu widzenia jednej postaci. Liczba „punktów widzenia” w danym tomie wynosi około dziesięciu. Często losy głównych bohaterów przeplatają się, nie wszystkie główne postacie pojawiają się jednak w każdym tomie.

## Książki

### Informacje ogólne
Dotychczas na świecie ukazało się pięć tomów sagi, natomiast dwa tomy są w przygotowaniu. W Polsce tomy cyklu Pieśń lodu i ognia wydaje Zysk i S-ka.
| Tytuł polski                          | Tytuł oryginalny     | Data wydania oryginału | Data wydania polskiego |
| ------------------------------------- | -------------------- | ---------------------- | ---------------------- |
| Gra o tron (1998)                     | A Game of Thrones    | 1 sierpnia 1996        | 1998                   |
| Starcie królów (2000)                 | A Clash of Kings     | 16 listopada 1998      | 2000                   |
| Nawałnica mieczy. Stal i śnieg (2002) | A Storm of Swords    | 8 sierpnia 2000        | 2002                   |
| Nawałnica mieczy. Krew i złoto (2002) | A Storm of Swords    | 8 sierpnia 2000        | 2002                   |
| Uczta dla wron. Cienie śmierci (2006) | A Feast for Crows    | 17 października 2005   | 2006                   |
| Uczta dla wron. Sieć spisków (2006)   | A Feast for Crows    | 17 października 2005   | 2006                   |
| Taniec ze smokami. Część I (2011)     | A Dance with Dragons | 12 lipca 2011          | 2011                   |
| Taniec ze smokami. Część II (2012)    | A Dance with Dragons | 12 lipca 2011          | 2012                   |
| Wichry zimy                           | The Winds of Winter  |                        |                        |

Podczas pisania Uczty dla wron okazało się, że objętość powstającej książki przekracza możliwości wydawnicze, dlatego Martin zdecydował się na jej podział. W ten sposób w Uczcie dla wron opisana została tylko część wydarzeń (z punktu widzenia tylko niektórych bohaterów), a pozostałe (dziejące się w tym samym czasie, tylko w innych miejscach) zostały opisane w Tańcu ze smokami.

### Pierwsze trzy powieści (1991–2000)

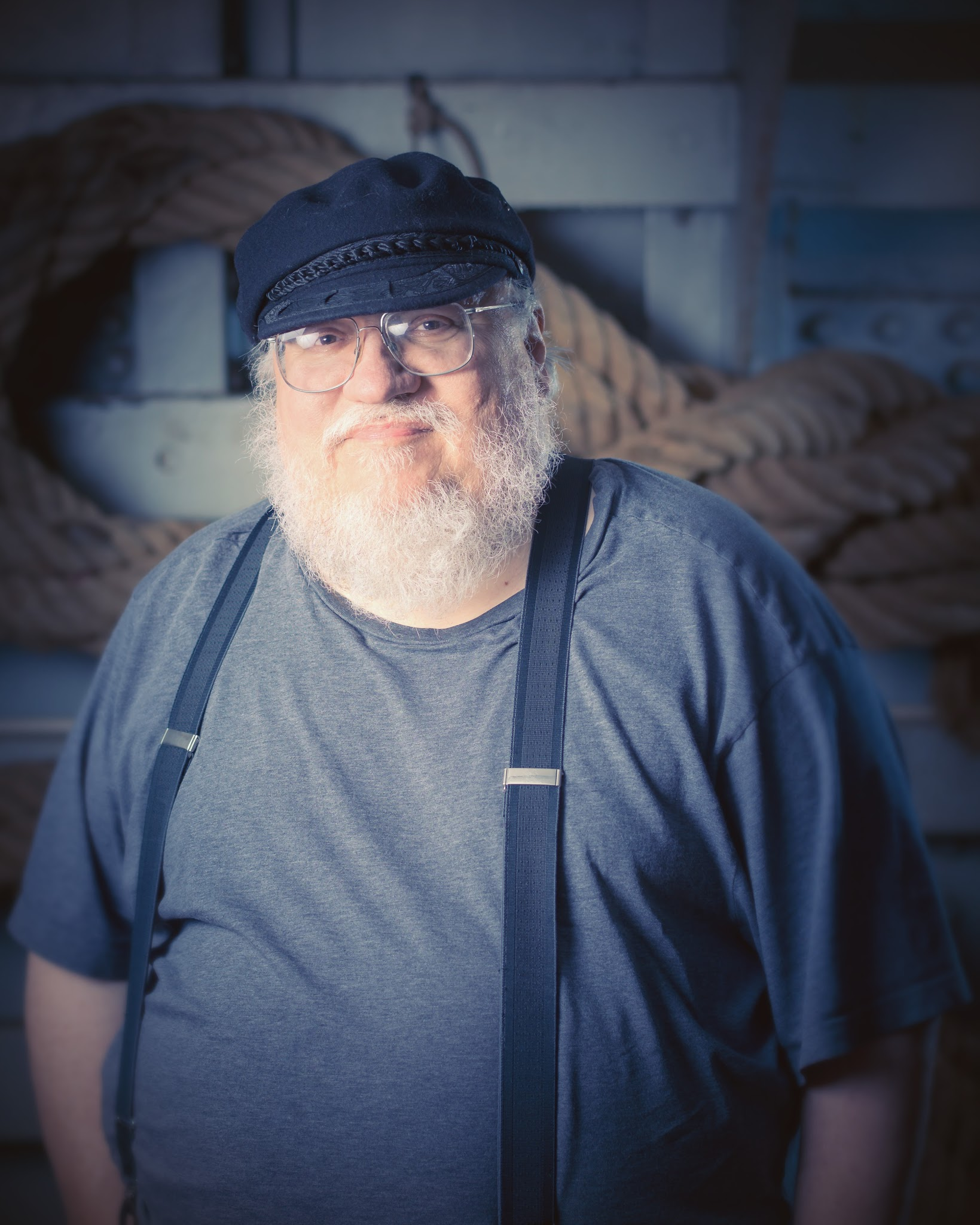
George R.R. Martin na Archipelaconie w Mariehamn (2015)

George R.R. Martin był już odnoszącym sukcesy autorem dzieł fantasy i sci-fi oraz scenarzystą telewizyjnym zanim jeszcze napisał sagę książek Pieśni Lodu i Ognia. Martin opublikował swoje pierwsze opowiadanie w 1971 roku, a pierwszą powieść w 1977 roku. Do połowy lat 90. zdobył za swoje opowiadania liczne nagrody, w tym trzy nagrody Hugo i dwie nagrody Nebula. Mimo że jego wczesne książki zostały dobrze przyjęte w środowisku fanów fantastyki, jego krąg czytelników pozostał stosunkowo niewielki i Martin podjął pracę jako pisarz w Hollywood w połowie lat 80. Pracował głównie nad wznowieniem The Twilight Zone przez cały rok 1986 oraz nad Piękną i Bestią do roku 1990. Tworzył również własne piloty seriali i pisał scenariusze filmów pełnometrażowych. Stawał się coraz bardziej sfrustrowany tym, że jego piloty i scenariusze nie były realizowane, a ograniczenia związane z produkcjami telewizyjnymi, takie jak budżet i długość odcinków, zmuszały go do wycinania postaci i przycinania scen walk. Popchnęło to Martina z powrotem do pisania książek, przy których nie musiał się martwić problemem ograniczania swojej wyobraźni. Podziwiając w dzieciństwie prace J.R.R. Tolkiena, chciał napisać dzieło high fantasy, choć nie miał jeszcze żadnych konkretnych pomysłów.
Kiedy latem 1991 roku Martin miał przerwę między jednym a drugim hollywoodzkim projektem, zaczął pisać nową powieść science fiction o nazwie Avalon. Po trzech rozdziałach wpadł na pomysł, aby pewien chłopiec zobaczywszy ścięcie człowieka, znalazł w śniegu wilkory, co stało się zaczątkiem Gry o tron. Martin skończył rozdział nowej książki w kilka dni i nabrał pewności, że będzie on częścią dłuższej historii. Po kilku kolejnych rozdziałach Martin zaczął postrzegać swoją nową książkę jako opowieść fantasy i rozpoczął tworzenie map i genealogii. Pisanie książki zostało jednak przerwane na kilka lat, gdyż Martin zmuszony był wrócił do Hollywood, aby na zamówienie ABC wyprodukować serial Doorways, którego ostatecznie nigdy nie wyemitowano.
W 1994 roku Martin przekazał swojemu agentowi, Kirby’emu McCauleyowi, pierwsze 200 stron i dwustronicowy zarys fabularny jako część planowanej trylogii, po której miały nastąpić powieści Taniec ze smokami i Wichry zimy. Martin, nie osiągnąwszy jeszcze końca powieści przy 1400 stronach rękopisu, uznał, że saga musi składać się z czterech, lub nawet i sześciu książek, które wyobrażał sobie jako dwie połączone trylogie jednej długiej historii. Martin wybrał Pieśń Lodu i Ognia jako ogólny tytuł sagi: widział on walkę symbolizujących mróz Innych i symbolizujących ogień smoków jako jedno z możliwych znaczeń dla „Lodu i Ognia”, podczas gdy słowo „pieśń” pojawiło się w wcześniejszych tytułach dzieł Martina Pieśń dla Lyanny czy Songs the Dead Men Sing, ze względu na jego obsesję na punkcie pieśni. Martin wymienił również wiersz Roberta Frosta z 1920 roku Fire and Ice i skojarzenia kulturowe, takie jak pasja kontra zdrada, jako elementy, które mogły wpłynąć na nazwanie tytułu sagi.
Poprawiony i gotowy manuskrypt Gry o tron liczył 1088 stron, a publikacja nastąpiła w sierpniu 1996 roku. Autor Koła czasu, Robert Jordan, napisał krótką adnotację na okładce, która miała wpływ na wczesny sukces książki, a tym samym i całej sagi, wśród czytelników fantasy. Blood of the Dragon, przedpremierowa próbna nowela zaczerpnięta z rozdziałów Daenerys, zdobyła w 1997 roku nagrodę Hugo dla najlepszej noweli. Pierwsza książka była sprzedawana jako część "trylogii Pieśni Lodu i Ognia" w 1996 roku, ale do czasu wydania drugiej książki, przyrostek "trylogia" został usunięty, a seria została przemianowana na Pieśń Lodu i Ognia.
300 stron usuniętych z manuskryptu Gry o tron posłużyło jako otwarcie drugiej książki, zatytułowanej Starcie królów. Została ona wydana w lutym 1999 roku w Stanach Zjednoczonych, przy długości manuskryptu wynoszącej 1184 strony. Starcie królów było pierwszą książką z serii Pieśni Lodu i Ognia, która trafiła na listy bestsellerów, osiągając 13. miejsce na liście The New York Times Best Seller w 1999 roku. Po sukcesie filmów Władcy Pierścieni, Martin otrzymał pierwsze zapytania o prawa do serii Pieśni Lodu i Ognia od różnych producentów i filmowców.
Martin spóźnił się o kilka miesięcy z ukończeniem trzeciej książki, Nawałnicy mieczy. Ostatni napisany przez niego rozdział dotyczył "Krwawych Godów", kluczowego momentu, który jest godny uwagi ze względu na swoją brutalność. Nawałnica mieczy liczyła 1521 stron manuskryptu, co spowodowało problemy dla wielu wydawców Martina na całym świecie. Bantam Books opublikowało Nawałnicę mieczy w jednym tomie w Stanach Zjednoczonych w listopadzie 2000 roku, podczas gdy niektóre wydania w innych językach były podzielone na dwa, trzy lub nawet cztery tomy. W Polsce książka ukazała się w dwóch tomach nazwanych Stal i śnieg oraz Krew i złoto. Nawałnica mieczy zadebiutowała na pozycji numer 12 na liście bestsellerów New York Timesa.

### Wypełnianie luki czasowej (2000–2011)
Po Grze o tron, Starciu królów i Nawałnicy mieczy Martin pierwotnie zamierzał napisać jeszcze trzy książki. Czwarta książka, wstępnie zatytułowana Taniec ze smokami, miała się skupić na powrocie Daenerys Targaryen do Westeros i konfliktach, które z tego wynikną. Martin chciał osadzić tę historię pięć lat po Nawałnicy mieczy, tak aby młodsi bohaterowie i smoki mogli dorosnąć. Uzgadniając wcześniej ze swoimi wydawcami, że nowa książka powinna być krótsza niż Nawałnica mieczy, Martin zabrał się za pisanie powieści bliższej długością do Starcia królów. Długi prolog miał wyjaśnić, co wydarzyło się w międzyczasie, początkowo tylko w formie jednego rozdziału z perspektywy Aerona Mokrej Czupryny, znajdującego się na Żelaznych Wyspach w Kingsmoot. Ponieważ jednak wydarzenia na Żelaznych Wyspach miały mieć wpływ w książce i nie mogły być opowiedziane z już istniejących w książce perspektyw postaci, Martin ostatecznie wprowadził trzy nowe punkty widzenia.
W 2001 roku Martin podchodził jeszcze optymistycznie do tego, że czwarta odsłona może ukazać się w ostatnim kwartale 2002 roku. Jednakże w trakcie pisania okazało się, że pięcioletni przeskok czasowy nie wychodzi dobrze dla niektórych postaci. Z jednej strony, Martin był niezadowolony wytłumaczeniem wydarzeń z luki czasowej za pomocą retrospekcji postaci. Z drugiej strony, było to niewiarygodne, aby nic nie działo się przez pięć lat. Po pracy nad książką przez około rok, Martin zdał sobie sprawę, że potrzebuje dodatkowej książki przejściowej, którą nazwał Ucztą dla wron. Tym samym książka ta podjęłaby historię bezpośrednio po trzeciej odsłonie, a koncepcja pięcioletniego przeskoku czasowego została ostatecznie porzucona. Materiał napisanego 250-stronicowego prologu został włączony w fabułę w formie nowych punktów widzenia z Dorne i Żelaznych Wysp. Powstałe rozszerzone wątki i wynikające z nich interakcje fabularne skomplikowały fabułę dla Martina.
Długość manuskryptu Uczty dla wron ostatecznie przewyższyła tę z Nawałnicy mieczy. Martin był niechętny, aby dokonać cięć fabularnych tym samym sprowadzając książkę do długości nadającej się do publikacji, gdyż mogłoby to zaszkodzić wizji historii, którą miał w głowie. Drukowanie książki w postaci "mikrotypografii na papierze cienkim jak bibułka i dawaniu każdemu czytelnikowi szkła powiększającego" również nie wchodziło w grę. Jednocześnie Martin odrzucił pomysł wydawców, by podzielić narrację chronologicznie na Ucztę dla wron, Część 1 i 2. Mimo że Martin był już spóźniony z oddaniem książki do publikacji i wciąż nie miał jeszcze rozpoczętych linii fabularnych dla niektórych postaci, sprzeciwiał się jej zakończeniu bez uprzedniego rozwiązania wszystkich wątków, jak to miał w zwyczaju robić przy poprzednich książkach.
Z postaciami rozrzuconymi po całym świecie, przyjaciel zasugerował mu, by Martin podzielił historię geograficznie na dwa tomy, z których Uczta dla wron byłoby pierwszym. Takie podejście dałoby Martinowi miejsce na dokończenie rozpoczętych wątków, tak jak pierwotnie zamierzał. Martin przeniósł niedokończone historie bohaterów rozgrywające się na wschodzie (Essos) i północy (Winterfell i Mur) do kolejnej książki, Tańca ze smokami, a Uczta dla wron objęła wydarzenia z Królewskiej Przystani, Dorzecza, Dorne i Żelaznych Wysp. Obie książki rozpoczynają się zaraz po zakończeniu Nawałnicy mieczy, biegnąc równolegle zamiast sekwencyjnie, i obejmują różne grupy postaci z niewielkim tylko nakładaniem się. Martin podzielił rozdziały Aryi na obie książki po tym, jak już przeniósł trzy inne najpopularniejsze postacie (Jon Snow, Tyrion i Daenerys) do Tańca ze smokami.
Po wydaniu w październiku 2005 r. w Wielkiej Brytanii i w listopadzie 2005 r. w Stanach Zjednoczonych, Uczta dla wron trafiła prosto na szczyt listy bestsellerów The New York Timesa. Jedną z pozytywnych opinii podzielił się Lev Grossman z Time nazywając Martina "amerykańskim Tolkienem". Jednak zarówno fani, jak i krytycy byli rozczarowani podziałem fabuły, który pozostawił losy kilku popularnych postaci nierozwiązane po cliffhangerowym zakończeniu Nawałnicy mieczy. W epilogu Uczty dla wron Martin wspomniał, że kolejny tom zostanie wydany do następnego roku. Ostatecznie jednak planowane daty wydania były wielokrotnie przesuwane. W międzyczasie w 2007 roku HBO nabyło prawa do adaptacji Pieśni Lodu i Ognia i w kwietniu 2011 roku zaczęło emitować serial Gry o tron.
Liczący około 1600 stron manuskryptu Taniec ze smokami został ostatecznie opublikowany w lipcu 2011 roku po sześciu latach pisania, najdłużej pod względem liczby stron i czasu pisania niż którakolwiek z poprzednich czterech powieści. Fabuła Tańcu ze smokami dogania i wykracza poza Ucztę dla wron, ale mimo to obejmuje mniej historii niż Martin zamierzał, pomijając co najmniej jedną planowaną dużą sekwencję bitwy i pozostawiając kilka wątków postaci zakończonych cliffhangerami. Martin przypisał to opóźnienie głównie rozplątaniu "węzła Meereeńskiego", co rozumiał jako "sprawienie, że chronologia i postacie zazębiają się, podczas gdy różne wątki skupiają się na [Daenerys]". Martin przyznał również, że spędził zbyt wiele czasu na przepisywaniu i doskonaleniu historii, ale solidnie odrzucił teorie niektórych swoich krytyków, że stracił zainteresowanie serią lub będzie odkładał ją na później, by zarobić więcej pieniędzy.

### Plany na przyszłość (od 2011)
Martin uważa, że ostatnie dwa tomy serii będą dużymi książkami po 1500 stron. Szósta książka będzie nosić tytuł Wichry zimy, przyjmując tytuł ostatniej książki z pierwotnie planowanej trylogii. Niezadowolony z tymczasowego tytułu dla ostatniego tomu A Time for Wolves, Martin ostatecznie ogłosił Sen o wiośnie tytułem dla siódmej książki w 2006 roku. Martin powiedział w marcu 2012 roku, że ostatnie dwie powieści zabiorą czytelników dalej na północ niż jakakolwiek z poprzednich książek, i że pojawią się Inni. Martin zaznaczył, że nie pozwoli innemu pisarzowi zakończyć serii książek.

#### Wichry zimy
Wichry zimy rozwiążą wcześniejsze cliffhangery z Tańca ze smokami i "rozpoczną się dwoma wielkimi bitwami, [...] bitwą w lodzie i bitwą [...] w Zatoce Niewolniczej. Od tego momentu pociągniemy fabułę dalej". Do połowy 2010 roku Martin ukończył już pięć rozdziałów Wichrów zimy opowiadanych z punktu widzenia Sansy Stark, Aryi Stark, Arianne Martell i Aerona Greyjoya, ukończywszy tym samym pierwsze 100 stron powieści. Po opublikowaniu Tańca ze smokami w 2011 roku, Martin ogłosił, że powróci do pisania w styczniu 2012 roku. W międzyczasie spędził czas na trasach książkowych, konwentach i kontynuował pracę nad Światem Lodu i Ognia oraz nową nowelą: Opowieści z Siedmiu Królestw. W grudniu 2011 roku Martin upublicznił jeden rozdział Wichrów zimy z punktu widzenia Theona Greyjoya. Do października 2012 roku zostało już napisane czterysta stron szóstej powieści, chociaż sam Martin uznał tylko 200 z nich za "całkowicie skończone", a reszta wymagała korekty. Podczas Międzynarodowych Targów Książki w Guadalajarze w Meksyku na początku grudnia 2016 roku, Martin zdradził następującą wskazówkę co do klimatu, w którym utrzymywana jest książka: "W tej chwili jest wiele mrocznych rozdziałów ... od 20 lat mówię wam, że nadchodzi zima. Zima to czas, kiedy nadchodzi śmierć, a świat wypełniają zimno, lód i ciemność, tak więc nie będzie zbyt przyjemnie, jak niektórym może się wydawać. Niektóre z postaci [znajdują się] w bardzo mrocznych miejscach". Martin nie zamierza ponownie rozdzielać bohaterów ze względu na położenia geograficzne.
W 2011 roku Martin powiedział, że potrzebuje trzech lat, aby ukończyć szóstą książkę, ostatecznie uznał jednak, że książka "zostanie napisana w swoim czasie", przyznając, że jego wcześniejsze szacunki dotyczące publikacji były zbyt optymistyczne. W 2015 roku istniały przesłanki, że książka zostanie wydana przed szóstym sezonem serialu HBO, ale na początku stycznia 2016 roku Martin potwierdził, że nie dotrzyma terminu, który ustalił ze swoim wydawcą. Ujawnił również, że wcześniej planowano publikację w październiku 2015 roku i majem oraz we wrześniu 2015 cały czas uznawano ten termin za osiągalny. Później potwierdził, że część fabuły książki może zostać ujawniona w nadchodzącym sezonie Gry o tron. W lutym 2016 roku Martin oświadczył, że porzucił wszystkie swoje projekty redakcyjne z wyjątkiem Wild Cards, a także, że nie będzie pisał żadnych scenariuszy, opowiadań, wstępów ani przedmów przed ukończeniem Wichrów zimy. W marcu 2020 roku Martin stwierdził, że pracuje nad Wichrami zimy codziennie, a w czerwcu miał nadzieję, że skończy ją w 2021 roku. W październiku 2022 roku Martin powiedział, że napisał około trzech czwartych książki.

#### Sen o wiośnie
Martin jest stanowczy w kwestii zakończenia serii dopiero w siódmej powieści, "dopóki nie zdecyduje inaczej". Zgodnie z wcześniej postawionym sobie celem opowiedzenia historii od początku do końca, nie będzie skracał historii, aby zmieścić się w arbitralnej liczbie tomów. Ma w głowie zarówno ogólny zarys zakończenia, jak i plany dotyczące przyszłości bohaterów i zakończy sagę w słodko-gorzki sposób, przez co nie wszyscy będą żyli długo i szczęśliwie. Martin ma nadzieję napisać zakończenie podobne do tego z Władcy Pierścieni, które w jego odczuciu nadało historii satysfakcjonującą głębię i rezonans. Z drugiej strony, Martin dostrzega niebezpieczeństwo związane z zakończeniem i postara się uniknąć sytuacji takiej jak finał serialu telewizyjnego Zagubieni, który pozostawił niektórych fanów rozczarowanych, odbiegając zbyt daleko od ich własnych teorii i pragnień. W 2012 roku Martin przyznał się do swoich obaw, że Sen o wiośnie nie zostanie ukończony do czasu, gdy serial telewizyjny Gra o tron dogoni swoją fabułą powieści. W 2015 roku Martin powiedział, że nie pisze Snu o wiośnie razem z Wichrami zimy, a na początku 2016 roku powiedział, że nie wierzy, że Sen o wiośnie zostanie opublikowany przed ostatnim sezonem serialu HBO. W kwietniu 2018 roku Martin skomentował, że nie rozpoczął pracy nad książką, a w listopadzie powiedział, że po Wichrach zimy zdecyduje co dalej: Sen o wiośnie, drugi tom Ognia i krwi lub jedna lub dwie historie do Opowieści z Siedmiu Królestw. W maju 2019 roku powtórzył, że nie zaczął jeszcze pisać Snu o wiośnie i nie zrobi tego przed ukończeniem Wichrów zimy.
Podczas sesji pytań i odpowiedzi na Międzynarodowych Targach Książki w Guadalajarze w 2016 roku, Martin powiedział: "Nie powiem wam, jak zakończę moją książkę, ale podejrzewam, że ogólny posmak będzie zarówno słodko-gorzki, jak i szczęśliwy".

#### Inne dzieła
Uważając Pieśń Lodu i Ognia za swoje arcydzieło, Martin stwierdził, że nigdy więcej nie napisze niczego na taką skalę i powróci do tego fikcyjnego uniwersum tylko w kontekście samodzielnych powieści. Woli pisać o postaciach z innych okresów historii Pieśni Lodu i Ognia, takie jak jego projekt Opowieści z Siedmiu Królestw, zamiast bezpośrednio kontynuować serię. Martin powiedział, że chętnie powróciłby do pisania opowiadań, nowel i samodzielnych powieści z różnych gatunków, takich jak science fiction, horror, fantasy, a nawet kryminał.

## Inspiracje i styl pisarski

### Gatunek literacki
George R.R. Martin uważa, że to okres dzieciństwa miał na niego największy wpływ. Czytając w młodości H.P. Lovecrafta, Roberta E. Howarda, Roberta A. Heinleina, Erica Franka Russella, Andre Norton, Isaaca Asimova, Fritza Leibera i Mervyna Peake'a, Martin nigdy nie klasyfikował dzieł tych autorów do konkretnych gatunków literackich jak science fiction, fantasy czy horroru, przez co w swojej twórczości czerpał po trochu z każdego z tych typów literatury. Martin sklasyfikował Pieśń Lodu i Ognia jako "epic fantasy", a ponadto wymienił epikę high fantasy Tada Williamsa Pamięć, Smutek i Cierń jako tą, która mocno wpłynęła na styl pisania swojej sagi. Jednym z jego ulubionych autorów jest Jack Vance, choć samą sagę Pieśni Lodu i Ognia Martin uznał za nieszczególnie Vance'owską.
Martin doświadczył kilku ostrych zim, gdy mieszkał w Dubuque kilka lat w latach 70. i podejrzewa, że zimy te miały wpływ na jego dzieło; "Myślę, że wiele rzeczy w Grze o tron, śnieg, lód i zimno, pochodzi z moich wspomnień z Dubuque".
Średniowieczna sceneria zwyczajowo stanowiła tło dla epic fantasy. Tam, gdzie fikcja historyczna sprawia, że czytelnik może znać konsekwencje pewnych wydarzeń, oryginalne postaci mogą zwiększyć napięcie i empatię czytelników. Martin czuł jednak, że fikcja historyczna, szczególnie ta osadzona w średniowieczu, ma w sobie element ekscytacji i realizmu, których brakowało w fantasy o podobnym tle. Chciał więc połączyć realizm fikcji historycznej z magicznym urokiem świata fantasy, osłabiając siłę magię na rzecz bitew i intryg politycznych. Postanowił również uniknąć konwencjonalnego schematu "dobro kontra zło" typowego dla tego gatunku, wykorzystując motyw walki Achillesa i Hektora w Iliadzie Homera, gdzie nikt nie wyróżnia się ani jako bohater, ani jako złoczyńca, jako przykład tego, co chce osiągnąć w swoich książkach.

[Seria "Lodu i Ognia" Martina] była przełomowa (przynajmniej dla mnie) pod każdym względem. Przede wszystkim książki te były niezwykle nieprzewidywalne, zwłaszcza w gatunku, który przyzwyczaił swoich czytelników do przewidywalności. [...] "Gra o tron" była głęboko szokująca, kiedy przeczytałem ją po raz pierwszy, i zasadniczo zmieniła moje wyobrażenia o tym, co można zrobić z epic fantasy.

Martinowi powszechnie przypisuje się poszerzenie gatunku fantasy o treści dla dorosłych. Pisząc dla The Atlantic, Amber Taylor oceniła powieści jako hard fantasy z narażonymi na niebezpieczeństwo postaciami, do których czytelnicy przywiązują się emocjonalnie. CNN stwierdziło w 2000 roku, że dojrzałe opisy Martina były "o wiele szczersze niż te, które można znaleźć w dziełach innych autorów fantasy". Adam Roberts nazwał serię Martina najbardziej udanym i najpopularniejszym przykładem powstającego podgatunku grimdark fantasy.

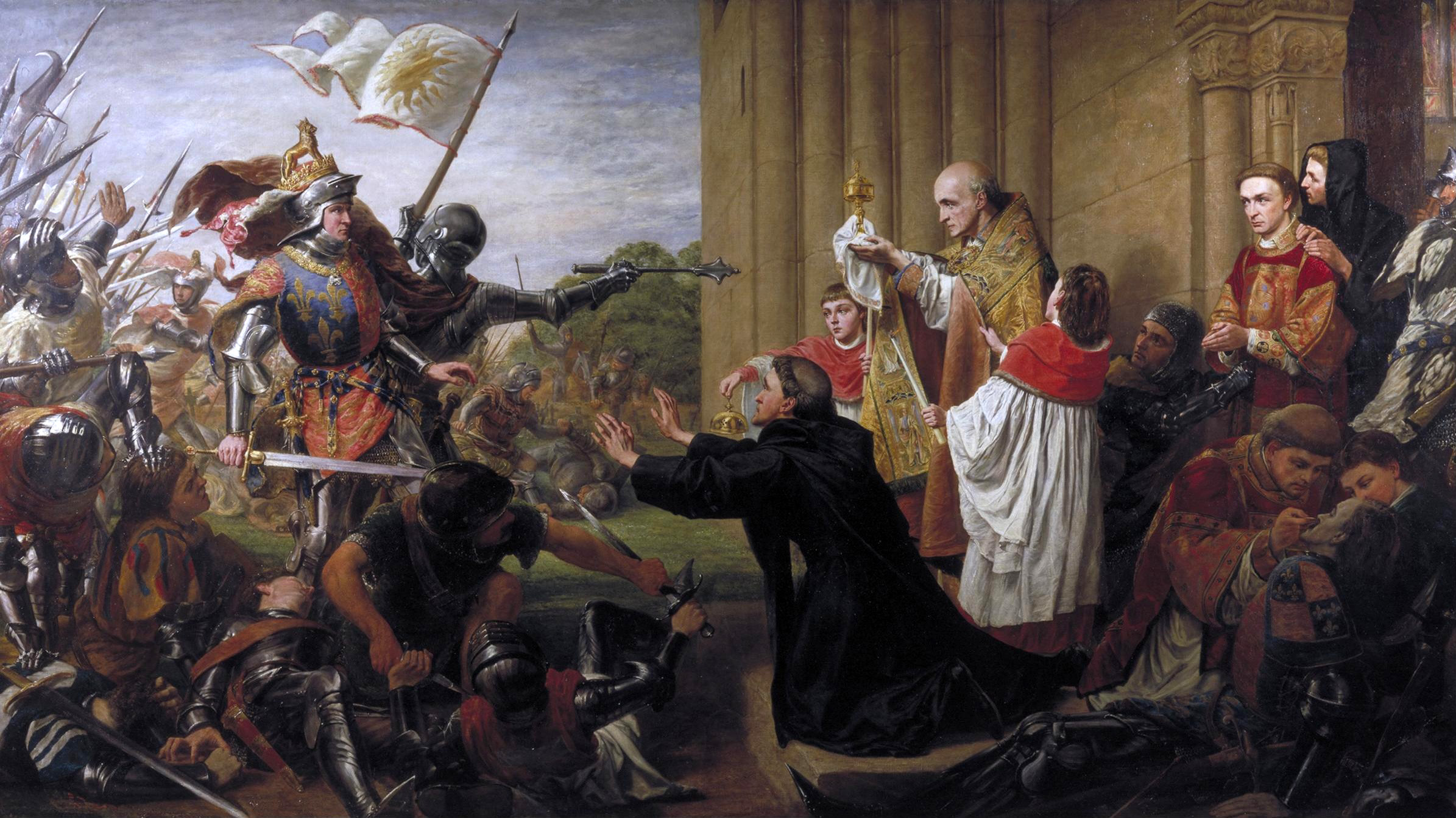
Pieśń Lodu i Ognia została częściowo zainspirowana przez Wojnę Dwóch Róż, serię wojen domowych o tron Królestwa Anglii. Widoczny obraz Richarda Burchetta przedstawia Edwarda IV domagającego się wydalenia swoich wrogów z Tewkesbury Abbey.

### Proces pisarski
Ustalając, że chce napisać coś na epicką skalę, Martin przewidział napisanie trzech książek o objętości 800 stron manuskryptu na samym początku serii. Choć oryginalny kontrakt z lat 90. określał roczne terminy dla jego poprzednich dzieł literackich, Martin zdał sobie później sprawę, że ze względu na długość swoich nowych książek, potrzebuje on więcej czasu na ich ukończenie. W 2000 roku Martin planował poświęcić między półtora a dwa lata na każdy tom i przewidywał, że ostatnia z planowanych sześciu książek zostanie wydana pięć lub sześć lat później. Jednakże wraz z rozwojem sagi Pieśni Lodu i Ognia ewoluującą w największą i najbardziej ambitną historię, jaką kiedykolwiek próbował napisać, na dzień dzisiejszy wciąż pozostały mu do napisania jeszcze dwie książki. Martin powiedział, że musi znajdować się w swoim własnym biurze w Santa Fe, aby zanurzyć się w fikcyjnym świecie i pisać. W 2011 roku Martin wciąż pisał swoją fikcję na komputerze z systemem DOS i oprogramowaniem WordStar 4.0. Zaczyna każdy dzień o 10 rano od przepisywania i dopracowywania tekstu z dnia poprzedniego i może pisać następnie nawet i cały dzień lub też z trudem napisać cokolwiek. Powstałe pomysły i poprzednie stare wersje są zapisywane, aby ewentualnie wstawić je ponownie w późniejszym czasie. Martin nie uważa Pieśni Lodu i Ognia za "serię", ale za pojedynczą historię opublikowaną w kilku tomach.
W przeciwieństwie do Tolkiena, który stworzył całe języki, mitologie i historie dla Śródziemia na długo przed napisaniem Władcy Pierścieni, Martin zazwyczaj zaczyna od wstępnego szkicu wyimaginowanego świata, który następnie rozbudowuje na drodze improwizacji na tyle, by stworzyć możliwe do zastosowania fikcyjne otoczenie. Opisał swoje pisanie jako pochodzące z poziomu podświadomości w "niemalże procesie śnienia", a jego opowieści, które mają raczej mityczny niż naukowy rdzeń, czerpią z emocji zamiast racjonalności. Martin stosuje mapy i listy postaci (sięgającą przykładowo w czwartym tomie 60 stron), ale większość informacji zachowuje w swoim umyśle. Jego wyobrażona historia oryginalna pozostaje przedmiotem zmian do czasu publikacji i tylko powieści liczą się jako kanoniczne. Martin nie zamierza publikować swoich prywatnych notatek po zakończeniu serii.
Martin czerpał wiele inspiracji z prawdziwej historii. Posiadał i następnie wykorzystywał przy pisaniu kilka regałów wypełnionych historią średniowiecza, a ponadto odwiedzał historyczne miejsca w Europie. Dla Amerykanina, który mówi tylko po angielsku, historia Anglii okazała się najłatwiejszym źródłem historii średniowiecznej, nadając sadze brytyjski historyczny smak. Przykładowo Ned i Robb Stark przypominają Ryszarda, trzeciego księcia Yorku, i jego syna Edwarda IV, a królowa Cersei przypomina zarówno Małgorzatę Andegaweńską jak i Elżbietę Woodville. Martin zanurzył się w wielu różnorodnych średniowiecznych tematach, takich jak ubiór, jedzenie, uczty i turnieje, aby następnie wykorzystać te pomysły podczas pisania. Szczególny wpływ na sagę miały wojna stuletnia, krucjaty, wojny albigeńskie i Wojna Dwóch Róż, choć Martin powstrzymał się od stworzenia ich bezpośrednich adaptacji. Martin był również zainspirowany francuskimi powieściami historycznymi Królowie przeklęci autorstwa Maurice’a Druona, które opowiadają o francuskiej monarchii w XIII i XIV wieku. Martin powiedział również, że ważne wydarzenia narracji są oparte na wydarzeniach z historii Szkocji, takich jak Czarny Obiad z 1440 r. czy Rzeź w Glencoe z 1692 roku.
Martin czerpał również inspirację z historii Rzymu, porównując Stannisa Baratheona do rzymskiego cesarza Tyberiusza. Martin wskazał Rzeź w Glencoe i Czarny Obiad jako inspiracje dla "Krwawych Godów", kluczowego zwrotu akcji w Nawałnicy mieczy.
Fabuła napisana jest tak, aby podążać za głównymi punktami orientacyjnymi z wcześniej narzuconym celem fabularnym, ale pozostawia Martinowi miejsce na improwizację. Redaktorzy, edytorzy i czytelnicy Martina wypatrują przypadkowych błędów, chociaż ostatecznie niektóre z nich prześlizgnęły się do publikacji. Na przykład Martin niekonsekwentnie odnosił się do kolorów oczu niektórych postaci, a także zmieniał płeć danego konia w późniejszym momencie historii.

### Struktura narracyjna
| Postać ze swoją perspektywą narracyjną | Gra    | Starcie | Nawałnica | Uczta   | Taniec  | Wichry   | Suma       |
| -------------------------------------- | ------ | ------- | --------- | ------- | ------- | -------- | ---------- |
| Bran Stark                             | 7      | 7       | 4         |         | 3       |          | 21         |
| Catelyn Stark                          | 11     | 7       | 7         |         |         |          | 25         |
| Daenerys Targaryen                     | 10     | 5       | 6         |         | 10      |          | 31         |
| Eddard Stark                           | 15     |         |           |         |         |          | 15         |
| Jon Snow                               | 9      | 8       | 12        |         | 13      |          | 42         |
| Arya Stark                             | 5      | 10      | 13        | 3       | 2       | ≥1       | ≥34        |
| Tyrion Lannister                       | 9      | 15      | 11        |         | 12      | ≥2       | ≥49        |
| Sansa Stark                            | 6      | 8       | 7         | 3       |         | ≥1       | ≥25        |
| Davos Seaworth                         |        | 3       | 6         |         | 4       |          | 13         |
| Theon Greyjoy                          |        | 6       |           |         | 7       | ≥1       | ≥14        |
| Jaime Lannister                        |        |         | 9         | 7       | 1       |          | 17         |
| Samwell Tarly                          |        |         | 5         | 5       |         |          | 10         |
| Cersei Lannister                       |        |         |           | 10      | 2       |          | 12         |
| Brienne z Tarth                        |        |         |           | 8       |         |          | 8          |
| Aeron Greyjoy                          |        |         |           | 2       |         | ≥1       | ≥3         |
| Areo Hotah                             |        |         |           | 1       | 1       | ≥1       | ≥3         |
| Asha Greyjoy                           |        |         |           | 1       | 3       |          | 4          |
| Arys Oakheart                          |        |         |           | 1       |         |          | 1          |
| Victarion Greyjoy                      |        |         |           | 2       | 2       | ≥1       | ≥5         |
| Arianne Martell                        |        |         |           | 2       |         | ≥2       | ≥4         |
| Quentyn Martell                        |        |         |           |         | 4       |          | 4          |
| Jon Connington                         |        |         |           |         | 2       |          | 2          |
| Melisandre                             |        |         |           |         | 1       |          | 1          |
| Barristan Selmy                        |        |         |           |         | 4       | ≥2       | ≥6         |
| Prolog/Epilog                          | 1/–    | 1/–     | 1/1       | 1/–     | 1/1     | 1/1      | ≥8         |
| W sumie (postaci)                      | 73 (9) | 70 (10) | 82 (12)   | 46 (13) | 73 (18) | ≥13 (≥9) | ≥357 (≥24) |

|  | Występuje, posiada swoją perspektywę      |
|  | Występuje, nie posiada swojej perspektywy |
|  | Nie występuje                             |

Książki są podzielone na rozdziały, każdy z nich jest pisany w trzeciej osobie ograniczonej do perspektywy jednego bohatera. Takiego podejścia do przedstawienia narracji Martin nauczył się samodzielnie jako młody student dziennikarstwa. Zaczynając od dziewięciu postaci ze swoimi perspektywami w Grze o tron, po czym liczba ta urosła do łącznej ilości 31 w Tańcu ze smokami (patrz tabela). Krótkotrwałe, jednorazowe perspektywy tego typu są w większości ograniczone do prologów i epilogów. David Orr z The New York Times zauważył znaczenie fabuły przy "Starkach (dobrzy goście), Targaryenach (co najmniej jedna dobra postać), Lannisterach (przebiegli), Greyjoyach (przeważnie przebiegli), Baratheonach (mieszani), Tyrellach (zawili) i Martellach (też zawili), z których większość gorączkowo stara się rozwijać swoje ambicje i zrujnować swoich wrogów, najlepiej doprowadzając do ich śmierci". Jednak, jak zauważył Lev Grossman z Time'a, czytelnicy "doświadczają walki o Westeros ze wszystkich stron jednocześnie", w taki sposób, że "każda walka jest zarówno triumfem, jak i tragedią [...], a każdy jest jednocześnie bohaterem i złoczyńcą".
Wzorowana na Władcach Pierścieni fabuła Pieśni Lodu i Ognia zaczyna się od mocnej koncentracji na małej grupie (wliczając w to wszystkie główne postacie w Winterfell, z wyjątkiem Daenerys), a następnie rozdziela się na osobne linie fabularne. Historie mają się ponownie zbiegać, lecz znalezienie punktu zwrotnego w tej skomplikowanej sadze było trudne dla Martina i w rezultacie spowolniło jego pisanie. W zależności od wywiadu, twierdzi się, że Martin osiągnął owy punkt zwrotny w Tańcu ze smokami, lub też że jeszcze nie do końca go osiągnął w książkach. Struktura sagi z wieloma perspektywami opowiadania historii i przeplatającymi się liniami fabularnymi została zainspirowana przez Wild Cards, wieloautorską serię książek shared universe redagowaną przez Martina od 1985 roku. Jako jedyny autor, Martin zamiast pracować chronologicznie, rozpoczyna każdą nową książkę od zarysu kolejności rozdziałów i może dodatkowo dopisać kilka kolejnych rozdziałów z perspektywy którejś postaci. Rozdziały są później przearanżowane, aby zoptymalizować chronologię, napięcie i przeplatanie się linii fabularnych.
Pod wpływem swojego telewizyjnego i filmowego doświadczenia scenopisarskiego, Martin stara się, aby utrzymać czytelników zaabsorbowanych, kończąc każdy rozdział Pieśni Lodu i Ognia napiętym lub rewelacyjnym momentem, zwrotem akcji lub cliffhangerem. Pisanie scenariuszy nauczyło go również techniki wycinania niepotrzebnych elementów i pozostawiania konkretów, która jest ostatnim etapem kończenia książki, technika, która sprawiła, że liczba stron w Tańcu ze smokami spadła o prawie osiemdziesiąt. Dzielenie linearnej fabuły Pieśni Lodu i Ognia na kilka książek jest znacznie trudniejsze dla Martina. Każda książka reprezentuje pewien etap podróży, który dla większości postaci kończy się domknięciem jego wątku. Pewna część postaci jest pozostawiona z wyraźnymi cliffhangerami, aby upewnić się, że czytelnicy wrócą po kolejną odsłonę, chociaż Taniec ze smokami miał więcej cliffhangerów niż Martin pierwotnie zamierzał. Zarówno postacie z jednorazowym, jak i regularnymi rozdziałami z własną perspektywą narracyjną są zaprojektowane tak, aby miały pełne klamry fabularne zakończone tragedią lub triumfem oraz aby utrzymać ciągłe zainteresowanie czytelników, którzy nie pominą ich rozdziałów w trakcie czytania. Główne postacie są uśmiercane, aby czytelnik nie ulegał wrażeniu, że bohaterzy przejdą przez swoje historie bez szwanku, a zamiast tego z każdą kolejną stroną będzie czuł strach odczuwany przez postaci.
Nierozwiązane większe łuki narracyjne zachęcają do spekulacji na temat przyszłych wydarzeń fabularnych. Według Martina, wiele wskazówek co do przyszłości w Pieśni Lodu i Ognia leży kilkanaście lat w przeszłości tegoż fikcyjnego świata, z której to każdy tom ujawnia coraz więcej informacji. Wydarzenia planowane od początku są zapowiadane, chociaż Martin jest ostrożny, aby nie uczynić historii przewidywalną. Postacie służące jako niewiarygodni narratorzy swoimi perspektywami narracyjnymi mogą wyjaśniać lub dostarczać przeróżnych perspektyw na przeszłe wydarzenia. Dlatego właśnie to, co czytelnicy uważają za prawdę, niekoniecznie musi być prawdą.

### Rozwój postaci
Uznając bohaterów za centralny element fabuły, Martin od początku zaplanował Pieśń Lodu i Ognia tak, aby posiadała dużą ilość postaci. Uczta dla wron zawiera 63-stronicową listę postaci, przy czym tysiące z nich wspomnianych jest tylko przelotnie lub nie występują one przez bardzo długi okres. Kiedy Martin dodaje nowy ród do stale rosnącej liczby drzew genealogicznych z tyłu książki, wymyśla pewien element tajemniczości stojący za charakterem lub życiem członków tej rodziny. Ich historia wciąż może jednak ulec zmianie, dopóki nie zostanie spisana i ostatecznie przedstawiona w powieści. Martin czerpał większość inspiracji z historii (nie kopiując bezpośrednio postaci historycznych) i własnych doświadczeń, a także z sposobu zachowania swoich przyjaciół, znajomych i osób publicznych. Martin dąży do "uczynienia swoich postaci prawdziwymi i ludzkimi, takimi, które są jednocześnie dobre i złe, szlachetne i samolubne, takimi, aby ich natury były odpowiednio zbalansowane". Jeff VanderMeer z Los Angeles Times zauważył, że "poświęcenie Martina, by w pełni wcielić się w swoich bohaterów, na dobre jak i na złe, nabiera w jego powieściach rozpędu nie do zatrzymania i zawiera ukrytą krytykę moralnej prostoty Tolkiena".
Martin celowo zignorował pisarską zasadę, aby nigdy nie nadawać dwóm postaciom imion zaczynających się na tę samą literę. Zamiast tego imiona postaci odzwierciedlają systemy nadawania imion w różnych europejskich rodach, w których poszczególne imiona były związane z konkretnymi dynastiami królewskimi i w których nawet mniej znaczące rody wielokrotnie nadawały te same imiona. Tym samym w Pieśni Lodu i Ognia niektóre dzieci nazywają się "Robert" na cześć króla Roberta z rodu Baratheonów, "Brandon" w co drugim pokoleniu Starków na pamiątkę Brandona Budowniczego, a z kolei imiona rodu Lannisterów powszechnie zaczynają się od sylaby "Ty". Mając pewność, że czytelnicy zwrócą na to uwagę, Martin wyróżnił osoby noszące to samo imię, dodając liczby lub lokalizacje do ich imion (tak jak to ma miejsce u postaci historycznych np. Henryk V z Anglii). Nazwiska rodowe zostały zaprojektowane w powiązaniu z grupami etnicznymi: Pierwsi Ludzie na północy Westeros mają bardzo proste, opisowe nazwiska, takie jak Stark czy Strong, podczas gdy potomkowie andalskich najeźdźców na południu mają bardziej wyszukane, nieopisowe nazwiska rodowe, takie jak Lannister lub Arryn, a Targaryenowie i Valyrianie ze wschodniego kontynentu mają najbardziej egzotyczne nazwiska z literą Y.
Wszystkie postacie są zaprojektowane tak, aby mówić własnym wewnętrznym głosem, aby uchwycić ich poglądy na świat. The Atlantic zastanawiał się, czy Martin ostatecznie chciał, aby czytelnicy sympatyzowali z postaciami po obu stronach waśni Lannister-Stark na długo przed tym, jak rozwój wydarzeń zmusi ich do dokonania emocjonalnych wyborów. W przeciwieństwie do większości konwencjonalnych dzieł epic fantasy, bohaterowie Pieśni Lodu i Ognia są wystawieni na cios, więc według The Atlantic czytelnik "nie może być pewien tego, że dobro zatriumfuje, co sprawia, że przypadki kiedy tak się dzieje, są tym bardziej euforyczne". Martin angażuje się emocjonalnie w życie bohaterów podczas pisania, co sprawia, że rozdziały z przerażającymi wydarzeniami są czasami bardzo trudne do napisania. Patrzenie na świat oczami bohaterów wymaga pewnej dozy empatii wobec nich, w tym wobec antagonistów, których, jak sam przyznał, kocha tak, jakby byli jego własnymi dziećmi. Martin odkrył, że niektóre postacie mają swój własny rozum, przez co poprowadziły jego kierunek pisania w różnym kierunku. Wraca do wcześniej zamierzonej historii, jeśli jedna z alternatywnych ścieżek fabularnych nie wypali, ale niemniej tego typu okrężne drogi czasami okazują się dla niego bardziej satysfakcjonujące.
Arya Stark, Tyrion Lannister, Jon Snow i Daenerys Targaryen wywołują najwięcej odczuć u czytelników. Według Martina jest to również główna czwórka z "wielkiej szóstki" najważniejszych postaci serii (pozostała dwójka to Sansa i Bran Stark). Martin stwierdził, że Tyrion jest jego osobistym faworytem, jako najbardziej szara z szarych moralnie postaci, a towarzyszące mu przebiegłość i dowcip sprawiają, że pisanie go jest najzabawniejsze. Martin powiedział również, że Bran Stark jest najtrudniejszą postacią do napisania. Jako postać najbardziej zaangażowana w magię, historia Brana musi być ostrożnie prowadzona pod kątem nadprzyrodzonych aspektów powieści. Bran jest również najmłodszym bohaterem, który musi radzić sobie z dorosłymi problemami obecnymi w serii takimi jak smutek, samotność i gniew. Martin postanowił, że młodzi bohaterowie będą dorastać szybciej między rozdziałami, ale ponieważ zaimplementowanie tego w fabule okazało się mało prawdopodobne, powieść reprezentuje bardzo mały upływ czasu. Martin miał nadzieję, że planowana pięcioletnia przerwa złagodzi sytuację i sprawi, że dzieci staną się prawie dorosłe w realiach Siedmiu Królestw, lecz później zrezygnował z tego pomysłu (patrz Wypełnianie luki czasowej).

## Motywy
Pieśń Lodu i Ognia jest powszechnie chwalona za przedstawienie pewnego rodzaju średniowiecznego realizmu. Zgodnie z zasadą, że magia powinna być używana umiarkowanie w dziełach epic fantasy, Martin postanowił sprawić, by historia bardziej przypominała fikcję historyczną niż współczesne fantasy, dając mniejszy nacisk na magię i czary, a większy na bitwy, intrygi polityczne i bohaterów. Chociaż ilość magii stopniowo wzrasta w całej historii, jej koniec ma skończyć się przy mniejszym udziale magii niż jak to ma miejsce w większości współczesnych dzieł fantasy. W oczach Martina skuteczne przedstawienie magii w literaturze musi zostać wyegzekwowane poprzez dziwne i niebezpieczne siły poza ludzkim zrozumieniem, a nie zaawansowane technologie obcych lub zaklęcia formalne. Jako takie, postacie rozumieją tylko naturalne aspekty ich świata, nie jednak jego magiczne elementy, takie jak Inni.
Ze względu na to, że Martin czerpał ze źródeł historycznych, aby zbudować świat Pieśni Lodu i Ognia, Damien G. Walter z The Guardian dostrzegł silne podobieństwo między Westeros a Anglią w okresie Wojen Dwóch Róż. Adam Serwer z The Atlantic uznał Pieśń Lodu i Ognia "bardziej za opowieść o polityce niż o bohaterstwie, historię o ludzkości zmagającej się ze swoimi podstawowymi obsesjami niż o spełnianiu swojego chwalebnego potencjału", gdzie wyłaniająca się walka o władzę wynika z represji systemu feudalnego, a nie z walki dobra ze złem. Martin nie tylko chciał odzwierciedlić tarcia średniowiecznych struktur klasowych w powieściach, lecz także chciał zbadać konsekwencje decyzji przywódców, ponieważ ogólna dobroć nie czyni automatycznie przywódców kompetentnymi i vice versa.
Powszechnym motywem w gatunku fantasy jest walka dobra ze złem, którą Martin odrzuca, ponieważ nie odzwierciedla ona prawdziwego świata. Zainteresowany postaciami szarymi moralnie, Martin popiera pogląd Williama Faulknera, iż jedyną rzeczą wartą tego, aby o niej pisać, jest ludzkie serce w konflikcie z samym sobą. Martin w sadze Pieśni Lodu i Ognia zagłębia się w kwestie odkupienia i zmiany. Struktura narracyjna wielu punktów widzenia pozwala na analizę postaci z wielu stron do tego stopnia, że rzekomi antagoniści mogą również przedstawić swój punkt widzenia.
Chociaż fantasy wywodzi się ze sfery wyobraźni, Martin widzi konieczność odzwierciedlenia prawdziwego świata, w którym ludzie, nawet ci ukochani, czasami umierają okropną śmiercią. Główne postacie są uśmiercane, aby czytelnik nie mógł czuć pewności, że domniemany bohater przeżyje, dając w zamian możliwość poczucia takiego samego napięcia i strachu, co bohaterowie sagi. Powieści odzwierciedlają również zauważalną śmiertelność na wojnie. Śmierć nadliczbowych statystów, orków lub ich odpowiedników nie ma większego wpływu na czytelnika, podczas gdy śmierć przyjaciela ma znacznie większy wpływ emocjonalny. Martin woli poświęcenie bohatera, aby powiedzieć coś głębokiego o ludzkiej naturze.
Według Martina, gatunek fantasy rzadko koncentruje się na seksie i seksualności, zamiast tego często traktuje seksualność niedojrzale lub całkowicie ją zaniedbując. Martin uważa jednak, że seksualność jest ważną siłą napędową w ludzkim życiu i dlatego nie należy jej wykluczać z narracji. Dostarczanie zmysłowych szczegółów dla immersyjnego doświadczenia jest dla Martina ważniejsze niż rozwój fabuły. Chce on pozwolić czytelnikom doświadczyć scen seksu w powieściach, "niezależnie od tego, czy jest to wielki transcendentny, ekscytujący, oszałamiający seks, czy też jest to seks niepokojący, pokręcony, mroczny lub rozczarowujący i zdawkowy". "Martin był zafascynowany średniowiecznymi kontrastami, w których rycerze czcili swoje damy wierszami i nosili ich chusty w turniejach, podczas gdy ich armie bezmyślnie gwałciły kobiety w czasie wojny. Nieistniejąca koncepcja dojrzewania w średniowieczu służyła jako przykład dla aktywności seksualnej Daenerys w wieku 13 lat w książkach. Powieści nawiązują również do kazirodczych praktyk w dynastii Ptolemeuszy w Starożytnym Egipcie, praktykowanych aby zachować czystość krwi.
Martin prezentuje różnorodne postaci kobiece, aby przeanalizować ich pozycję w patriarchalnym społeczeństwie. Pisząc wszystkie postacie jako istoty ludzkie posiadające te same podstawowe potrzeby i marzenia i oddziaływane przez te same wpływy, jego postacie kobiece mają obejmować to samo szerokie spektrum ludzkich cech, co mężczyźni.

## Opowiadania i nowele
| Tytuł polski          | Tytuł oryginalny                                          | Data wydania oryginału | Data wydania polskiego | Uwagi |
| --------------------- | --------------------------------------------------------- | ---------------------- | ---------------------- | --- |
|                       | Blood of the Dragon                                       | lipiec 1996            |                        | rozdziały poświęcone Daenerys w Grze o tron, wydane jako nowela w magazynie Asimov’s Science Fiction                                                           |
| Ścieżka smoka         | Path of the Dragon                                        | grudzień 2000          | luty 2001              | rozdziały poświęcone Daenerys w Nawałnicy mieczy, wydane jako nowela w magazynie Asimov’s Science Fiction; polskie tłumaczenie w magazynie Fenix 02 (102)/2001 |
|                       | Arms of the Kraken                                        | sierpień 2002          |                        | rozdziały poświęcone Żelaznym Wyspom w Uczcie dla wron, wydane jako nowela w magazynie Dragon                                                                  |
| Wędrowny rycerz       | The Hedge Knight                                          | 25 sierpnia 1998       | 2001                   | opowiadanie opublikowane w antologii Legendy pod redakcją Roberta Silverberga, później włączone do zbioru Rycerz Siedmiu Królestw                              |
| Zaprzysiężony miecz   | The Sworn Sword                                           | 30 grudnia 2003        | 2004                   | opowiadanie opublikowane w antologii Legendy II pod redakcją Roberta Silverberga, później włączone do zbioru Rycerz Siedmiu Królestw                           |
| Tajemniczy rycerz     | The Mystery Knight                                        | 16 marca 2010          | 30 stycznia 2014       | opowiadanie opublikowane w antologii Warriors pod redakcją George’a R.R. Martina i Gardnera Dozoisa, później włączone do zbioru Rycerz Siedmiu Królestw        |
| Księżniczka i królowa | The Princess and The Queen, or, The Blacks and The Greens | 3 grudnia 2013         | 26 stycznia 2015       | opowiadanie opublikowane w antologii Niebezpieczne kobiety pod redakcją George’a R.R. Martina i Gardnera Dozoisa                                               |
| Książę łotrzyk        | The Rogue Prince, or, A King’s Brother                    | 17 czerwca 2014        | 16 listopada 2015      | opowiadanie opublikowane w antologii Łotrzyki pod redakcją George’a R.R. Martina i Gardnera Dozoisa                                                            |
| Synowie smoka         | The Sons of the Dragon                                    | 10 października 2017   | 26 marca 2018          | opowiadanie opublikowane w antologii Księga miecza pod redakcją Gardnera Dozoisa                                                                               |

W opracowaniu pozostaje opowiadanie The She-Wolves/The She-Wolves of Winterfell, które miało się ukazać w 2013 roku, zamiast niego wydano jednak The Princess and the Queen, a premiera The She-Wolves została przesunięta.
W 1980 autor stworzył powieść dla dzieci noszącą tytuł Lodowy smok, która współcześnie przez niektórych uznawana jest za część uniwersum Pieśni lodu i ognia.

## Produkty bazujące na książkach George’a R.R. Martina

### Seriale telewizyjne
18 stycznia 2007 autor ogłosił, że stacja Home Box Office Inc zrealizuje pilot serialu opartego na cyklu Pieśni lodu i ognia.
2 marca 2010, po zrealizowaniu odcinka pilotażowego, stacja podjęła decyzję o produkcji pierwszej serii serialu, którego premiera odbyła się 17 kwietnia 2011. Zdjęcia rozpoczęły się 26 lipca 2010. Większość scen była kręcona w Irlandii Północnej i na Malcie.
19 kwietnia 2011 stacja HBO podjęła decyzję o realizacji kolejnej serii. Jest ona oparta na wydarzeniach z drugiego tomu cyklu Pieśni lodu i ognia.
Po emisji drugiego odcinka drugiej serii zarząd HBO podjął decyzję o zrealizowaniu trzeciej serii. Ukazała się ona na wiosnę 2013 roku (31 marca w Stanach Zjednoczonych, 1 kwietnia w Polsce) na antenie HBO i jest oparta na pierwszym, oraz częściowo na drugim, tomie Nawałnicy mieczy.
Po emisji pierwszego odcinka trzeciej serii zarząd HBO oznajmił, że ukaże się czwarta seria, której pierwszy odcinek wyemitowany został 6 kwietnia 2014 (w Polsce 7 kwietnia). Do obsady dołączyli m.in. Indira Varma, Pedro Pascal i Mark Gatiss. 12 kwietnia 2015 (w Polsce 13 kwietnia) został wyemitowany pierwszy odcinek piątego sezonu serialu, a 24 kwietnia 2016 (w Polsce 25 kwietnia) rozpoczęła się emisja sezonu szóstego.
16 lipca 2017 roku wyemitowano pierwszy odcinek siódmego sezonu serialu. Ósmy sezon ma być ostatnim.
HBO zrealizowało pilot serialu, którego akcja ma miejsce tysiące lat wcześniej, w Erze Herosów, lecz zdecydowało, że nie zostanie on wykorzystany. Zrealizowany został serial oparty na Ogniu i krwi, pod tytułem Ród Smoka.

### Gry komputerowe
Na podstawie motywów z Pieśni lodu i ognia zrealizowano kilka gier komputerowych:
- Blood of Dragons (2006) – gra z gatunku MUD, której akcja toczy się około 140 lat przed wydarzeniami z powieści, w czasach panowania króla Daerona I oraz jego podboju Dorne[173].
- Gra o tron: Początek (2011) – strategiczna gra czasu rzeczywistego wydana przez Cyanide, pozwalająca graczowi na uczestnictwo w ponad 1000 lat historii zawartej w sadze i toczenie bitew oraz intryg między zwaśnionymi rodami Westeros[174].
- Gra o tron (2012) – komputerowa gra fabularna oparta na Grze o tron. Gracz może wcielić się w dwóch nieistniejących w książkowym pierwowzorze bohaterów: Morsa Westforda – członka Nocnej Straży, oraz Alestera Sarwycka – wygnańca, który po piętnastoletniej tułaczce powraca do Westeros. Ponadto w grze można spotkać także znane z książek postacie[175].
- Game of Thrones Ascent (2013) – komputerowa gra strategiczna, jako jedna z pierwszych tego typu zaprojektowana pod portale społecznościowe. Gracz przejmuje kontrolę nad jednym z pomniejszych rodów Westeros. Gra oferuje budowanie sojuszy, zdrady, małżeństwa, morderstwa i walkę o tytuł najpotężniejszego rodu Westeros[176].
- Game of Thrones: A Telltale Games Series (grudzień 2014) – 7 grudnia 2013 zapowiedziano, że studio Telltale Games zajmie się produkcją gier opartych na serialu telewizyjnym[177].
- Game of Thrones: Conquest – bezpłatna gra strategiczna na urządzenia mobilne osadzona w świecie Pieśni lodu i ognia. W krainie Westeros gracz wciela się w rolę lorda, który rozwijając swój dobytek (zamek, umiejętności), a także podejmując interakcję z innymi graczami wzmacnia swoją pozycję i wpływy.

### Inne produkty
Powstały również gra karciana, gra fabularna oraz komiks pod tytułem Gra o tron. Wydawnictwo Fantasy Flight Games wydało również dwie gry planszowe: Gra o tron (oryg. A Game of Thrones) w 2003 roku i Bitwy Westeros (oryg. Battles of Westeros) w 2010 roku. W oparciu o zamieszczone w książce opisy potraw powstała również książka kucharska Uczta lodu i ognia (oryg. Feast of Ice and Fire).
20 marca 2007 George R.R. Martin ogłosił na swoim blogu, że udzielił licencji na produkcję replik broni ze świata Pieśni lodu i ognia firmie Jalic Inc. z Michigan pod nazwą Valyrian Steel. W ofercie znalazły się między innymi: Długi Pazur – miecz półtoraręczny Jona Snowa, Lód – rodowy miecz dwuręczny Starków oraz młot bojowy Roberta Baratheona. Firma produkuje także repliki broni użytych w produkcji HBO, które wyglądem odbiegają od tych opisanych w powieści.